# Slutspel med lätta pjäser
Den här artikeln använder algebraisk schacknotation för att beskriva schackdragen.
Slutspel med lätta pjäser är slutspel i schack där (förutom kungarna) löpare, springare och bönder återstår. 
Om bara löpare eller springare finns kvar kallas det löparslutspel respektive springarslutspel.
Slutspel med löpare mot springare är relativt vanliga. Skillnaden mellan pjäserna är inte större än att det normalt slutar remi om det inte finns andra svagheter. Löparen är den något starkare pjäsen och den har lättare att utnyttja sådana svagheter, men det finns ställningar där springaren är att föredra.

## Allmänt om löpare mot springare
|   | a | b | c | d | e | f | g | h |   |
| 8 | b7 svart bonde · e7 svart kung · g7 svart bonde · h7 svart bonde · a6 svart bonde · e6 svart löpare · a5 vit springare · f5 svart bonde · a4 vit bonde · b4 vit bonde · e4 svart bonde · c3 svart springare · e3 vit bonde · e2 vit löpare · f2 vit bonde · g2 vit bonde · h2 vit bonde · e1 vit kung | b7 svart bonde · e7 svart kung · g7 svart bonde · h7 svart bonde · a6 svart bonde · e6 svart löpare · a5 vit springare · f5 svart bonde · a4 vit bonde · b4 vit bonde · e4 svart bonde · c3 svart springare · e3 vit bonde · e2 vit löpare · f2 vit bonde · g2 vit bonde · h2 vit bonde · e1 vit kung | b7 svart bonde · e7 svart kung · g7 svart bonde · h7 svart bonde · a6 svart bonde · e6 svart löpare · a5 vit springare · f5 svart bonde · a4 vit bonde · b4 vit bonde · e4 svart bonde · c3 svart springare · e3 vit bonde · e2 vit löpare · f2 vit bonde · g2 vit bonde · h2 vit bonde · e1 vit kung | b7 svart bonde · e7 svart kung · g7 svart bonde · h7 svart bonde · a6 svart bonde · e6 svart löpare · a5 vit springare · f5 svart bonde · a4 vit bonde · b4 vit bonde · e4 svart bonde · c3 svart springare · e3 vit bonde · e2 vit löpare · f2 vit bonde · g2 vit bonde · h2 vit bonde · e1 vit kung | b7 svart bonde · e7 svart kung · g7 svart bonde · h7 svart bonde · a6 svart bonde · e6 svart löpare · a5 vit springare · f5 svart bonde · a4 vit bonde · b4 vit bonde · e4 svart bonde · c3 svart springare · e3 vit bonde · e2 vit löpare · f2 vit bonde · g2 vit bonde · h2 vit bonde · e1 vit kung | b7 svart bonde · e7 svart kung · g7 svart bonde · h7 svart bonde · a6 svart bonde · e6 svart löpare · a5 vit springare · f5 svart bonde · a4 vit bonde · b4 vit bonde · e4 svart bonde · c3 svart springare · e3 vit bonde · e2 vit löpare · f2 vit bonde · g2 vit bonde · h2 vit bonde · e1 vit kung | b7 svart bonde · e7 svart kung · g7 svart bonde · h7 svart bonde · a6 svart bonde · e6 svart löpare · a5 vit springare · f5 svart bonde · a4 vit bonde · b4 vit bonde · e4 svart bonde · c3 svart springare · e3 vit bonde · e2 vit löpare · f2 vit bonde · g2 vit bonde · h2 vit bonde · e1 vit kung | b7 svart bonde · e7 svart kung · g7 svart bonde · h7 svart bonde · a6 svart bonde · e6 svart löpare · a5 vit springare · f5 svart bonde · a4 vit bonde · b4 vit bonde · e4 svart bonde · c3 svart springare · e3 vit bonde · e2 vit löpare · f2 vit bonde · g2 vit bonde · h2 vit bonde · e1 vit kung | 8 |
| 7 | b7 svart bonde · e7 svart kung · g7 svart bonde · h7 svart bonde · a6 svart bonde · e6 svart löpare · a5 vit springare · f5 svart bonde · a4 vit bonde · b4 vit bonde · e4 svart bonde · c3 svart springare · e3 vit bonde · e2 vit löpare · f2 vit bonde · g2 vit bonde · h2 vit bonde · e1 vit kung | b7 svart bonde · e7 svart kung · g7 svart bonde · h7 svart bonde · a6 svart bonde · e6 svart löpare · a5 vit springare · f5 svart bonde · a4 vit bonde · b4 vit bonde · e4 svart bonde · c3 svart springare · e3 vit bonde · e2 vit löpare · f2 vit bonde · g2 vit bonde · h2 vit bonde · e1 vit kung | b7 svart bonde · e7 svart kung · g7 svart bonde · h7 svart bonde · a6 svart bonde · e6 svart löpare · a5 vit springare · f5 svart bonde · a4 vit bonde · b4 vit bonde · e4 svart bonde · c3 svart springare · e3 vit bonde · e2 vit löpare · f2 vit bonde · g2 vit bonde · h2 vit bonde · e1 vit kung | b7 svart bonde · e7 svart kung · g7 svart bonde · h7 svart bonde · a6 svart bonde · e6 svart löpare · a5 vit springare · f5 svart bonde · a4 vit bonde · b4 vit bonde · e4 svart bonde · c3 svart springare · e3 vit bonde · e2 vit löpare · f2 vit bonde · g2 vit bonde · h2 vit bonde · e1 vit kung | b7 svart bonde · e7 svart kung · g7 svart bonde · h7 svart bonde · a6 svart bonde · e6 svart löpare · a5 vit springare · f5 svart bonde · a4 vit bonde · b4 vit bonde · e4 svart bonde · c3 svart springare · e3 vit bonde · e2 vit löpare · f2 vit bonde · g2 vit bonde · h2 vit bonde · e1 vit kung | b7 svart bonde · e7 svart kung · g7 svart bonde · h7 svart bonde · a6 svart bonde · e6 svart löpare · a5 vit springare · f5 svart bonde · a4 vit bonde · b4 vit bonde · e4 svart bonde · c3 svart springare · e3 vit bonde · e2 vit löpare · f2 vit bonde · g2 vit bonde · h2 vit bonde · e1 vit kung | b7 svart bonde · e7 svart kung · g7 svart bonde · h7 svart bonde · a6 svart bonde · e6 svart löpare · a5 vit springare · f5 svart bonde · a4 vit bonde · b4 vit bonde · e4 svart bonde · c3 svart springare · e3 vit bonde · e2 vit löpare · f2 vit bonde · g2 vit bonde · h2 vit bonde · e1 vit kung | b7 svart bonde · e7 svart kung · g7 svart bonde · h7 svart bonde · a6 svart bonde · e6 svart löpare · a5 vit springare · f5 svart bonde · a4 vit bonde · b4 vit bonde · e4 svart bonde · c3 svart springare · e3 vit bonde · e2 vit löpare · f2 vit bonde · g2 vit bonde · h2 vit bonde · e1 vit kung | 7 |
| 6 | b7 svart bonde · e7 svart kung · g7 svart bonde · h7 svart bonde · a6 svart bonde · e6 svart löpare · a5 vit springare · f5 svart bonde · a4 vit bonde · b4 vit bonde · e4 svart bonde · c3 svart springare · e3 vit bonde · e2 vit löpare · f2 vit bonde · g2 vit bonde · h2 vit bonde · e1 vit kung | b7 svart bonde · e7 svart kung · g7 svart bonde · h7 svart bonde · a6 svart bonde · e6 svart löpare · a5 vit springare · f5 svart bonde · a4 vit bonde · b4 vit bonde · e4 svart bonde · c3 svart springare · e3 vit bonde · e2 vit löpare · f2 vit bonde · g2 vit bonde · h2 vit bonde · e1 vit kung | b7 svart bonde · e7 svart kung · g7 svart bonde · h7 svart bonde · a6 svart bonde · e6 svart löpare · a5 vit springare · f5 svart bonde · a4 vit bonde · b4 vit bonde · e4 svart bonde · c3 svart springare · e3 vit bonde · e2 vit löpare · f2 vit bonde · g2 vit bonde · h2 vit bonde · e1 vit kung | b7 svart bonde · e7 svart kung · g7 svart bonde · h7 svart bonde · a6 svart bonde · e6 svart löpare · a5 vit springare · f5 svart bonde · a4 vit bonde · b4 vit bonde · e4 svart bonde · c3 svart springare · e3 vit bonde · e2 vit löpare · f2 vit bonde · g2 vit bonde · h2 vit bonde · e1 vit kung | b7 svart bonde · e7 svart kung · g7 svart bonde · h7 svart bonde · a6 svart bonde · e6 svart löpare · a5 vit springare · f5 svart bonde · a4 vit bonde · b4 vit bonde · e4 svart bonde · c3 svart springare · e3 vit bonde · e2 vit löpare · f2 vit bonde · g2 vit bonde · h2 vit bonde · e1 vit kung | b7 svart bonde · e7 svart kung · g7 svart bonde · h7 svart bonde · a6 svart bonde · e6 svart löpare · a5 vit springare · f5 svart bonde · a4 vit bonde · b4 vit bonde · e4 svart bonde · c3 svart springare · e3 vit bonde · e2 vit löpare · f2 vit bonde · g2 vit bonde · h2 vit bonde · e1 vit kung | b7 svart bonde · e7 svart kung · g7 svart bonde · h7 svart bonde · a6 svart bonde · e6 svart löpare · a5 vit springare · f5 svart bonde · a4 vit bonde · b4 vit bonde · e4 svart bonde · c3 svart springare · e3 vit bonde · e2 vit löpare · f2 vit bonde · g2 vit bonde · h2 vit bonde · e1 vit kung | b7 svart bonde · e7 svart kung · g7 svart bonde · h7 svart bonde · a6 svart bonde · e6 svart löpare · a5 vit springare · f5 svart bonde · a4 vit bonde · b4 vit bonde · e4 svart bonde · c3 svart springare · e3 vit bonde · e2 vit löpare · f2 vit bonde · g2 vit bonde · h2 vit bonde · e1 vit kung | 6 |
| 5 | b7 svart bonde · e7 svart kung · g7 svart bonde · h7 svart bonde · a6 svart bonde · e6 svart löpare · a5 vit springare · f5 svart bonde · a4 vit bonde · b4 vit bonde · e4 svart bonde · c3 svart springare · e3 vit bonde · e2 vit löpare · f2 vit bonde · g2 vit bonde · h2 vit bonde · e1 vit kung | b7 svart bonde · e7 svart kung · g7 svart bonde · h7 svart bonde · a6 svart bonde · e6 svart löpare · a5 vit springare · f5 svart bonde · a4 vit bonde · b4 vit bonde · e4 svart bonde · c3 svart springare · e3 vit bonde · e2 vit löpare · f2 vit bonde · g2 vit bonde · h2 vit bonde · e1 vit kung | b7 svart bonde · e7 svart kung · g7 svart bonde · h7 svart bonde · a6 svart bonde · e6 svart löpare · a5 vit springare · f5 svart bonde · a4 vit bonde · b4 vit bonde · e4 svart bonde · c3 svart springare · e3 vit bonde · e2 vit löpare · f2 vit bonde · g2 vit bonde · h2 vit bonde · e1 vit kung | b7 svart bonde · e7 svart kung · g7 svart bonde · h7 svart bonde · a6 svart bonde · e6 svart löpare · a5 vit springare · f5 svart bonde · a4 vit bonde · b4 vit bonde · e4 svart bonde · c3 svart springare · e3 vit bonde · e2 vit löpare · f2 vit bonde · g2 vit bonde · h2 vit bonde · e1 vit kung | b7 svart bonde · e7 svart kung · g7 svart bonde · h7 svart bonde · a6 svart bonde · e6 svart löpare · a5 vit springare · f5 svart bonde · a4 vit bonde · b4 vit bonde · e4 svart bonde · c3 svart springare · e3 vit bonde · e2 vit löpare · f2 vit bonde · g2 vit bonde · h2 vit bonde · e1 vit kung | b7 svart bonde · e7 svart kung · g7 svart bonde · h7 svart bonde · a6 svart bonde · e6 svart löpare · a5 vit springare · f5 svart bonde · a4 vit bonde · b4 vit bonde · e4 svart bonde · c3 svart springare · e3 vit bonde · e2 vit löpare · f2 vit bonde · g2 vit bonde · h2 vit bonde · e1 vit kung | b7 svart bonde · e7 svart kung · g7 svart bonde · h7 svart bonde · a6 svart bonde · e6 svart löpare · a5 vit springare · f5 svart bonde · a4 vit bonde · b4 vit bonde · e4 svart bonde · c3 svart springare · e3 vit bonde · e2 vit löpare · f2 vit bonde · g2 vit bonde · h2 vit bonde · e1 vit kung | b7 svart bonde · e7 svart kung · g7 svart bonde · h7 svart bonde · a6 svart bonde · e6 svart löpare · a5 vit springare · f5 svart bonde · a4 vit bonde · b4 vit bonde · e4 svart bonde · c3 svart springare · e3 vit bonde · e2 vit löpare · f2 vit bonde · g2 vit bonde · h2 vit bonde · e1 vit kung | 5 |
| 4 | b7 svart bonde · e7 svart kung · g7 svart bonde · h7 svart bonde · a6 svart bonde · e6 svart löpare · a5 vit springare · f5 svart bonde · a4 vit bonde · b4 vit bonde · e4 svart bonde · c3 svart springare · e3 vit bonde · e2 vit löpare · f2 vit bonde · g2 vit bonde · h2 vit bonde · e1 vit kung | b7 svart bonde · e7 svart kung · g7 svart bonde · h7 svart bonde · a6 svart bonde · e6 svart löpare · a5 vit springare · f5 svart bonde · a4 vit bonde · b4 vit bonde · e4 svart bonde · c3 svart springare · e3 vit bonde · e2 vit löpare · f2 vit bonde · g2 vit bonde · h2 vit bonde · e1 vit kung | b7 svart bonde · e7 svart kung · g7 svart bonde · h7 svart bonde · a6 svart bonde · e6 svart löpare · a5 vit springare · f5 svart bonde · a4 vit bonde · b4 vit bonde · e4 svart bonde · c3 svart springare · e3 vit bonde · e2 vit löpare · f2 vit bonde · g2 vit bonde · h2 vit bonde · e1 vit kung | b7 svart bonde · e7 svart kung · g7 svart bonde · h7 svart bonde · a6 svart bonde · e6 svart löpare · a5 vit springare · f5 svart bonde · a4 vit bonde · b4 vit bonde · e4 svart bonde · c3 svart springare · e3 vit bonde · e2 vit löpare · f2 vit bonde · g2 vit bonde · h2 vit bonde · e1 vit kung | b7 svart bonde · e7 svart kung · g7 svart bonde · h7 svart bonde · a6 svart bonde · e6 svart löpare · a5 vit springare · f5 svart bonde · a4 vit bonde · b4 vit bonde · e4 svart bonde · c3 svart springare · e3 vit bonde · e2 vit löpare · f2 vit bonde · g2 vit bonde · h2 vit bonde · e1 vit kung | b7 svart bonde · e7 svart kung · g7 svart bonde · h7 svart bonde · a6 svart bonde · e6 svart löpare · a5 vit springare · f5 svart bonde · a4 vit bonde · b4 vit bonde · e4 svart bonde · c3 svart springare · e3 vit bonde · e2 vit löpare · f2 vit bonde · g2 vit bonde · h2 vit bonde · e1 vit kung | b7 svart bonde · e7 svart kung · g7 svart bonde · h7 svart bonde · a6 svart bonde · e6 svart löpare · a5 vit springare · f5 svart bonde · a4 vit bonde · b4 vit bonde · e4 svart bonde · c3 svart springare · e3 vit bonde · e2 vit löpare · f2 vit bonde · g2 vit bonde · h2 vit bonde · e1 vit kung | b7 svart bonde · e7 svart kung · g7 svart bonde · h7 svart bonde · a6 svart bonde · e6 svart löpare · a5 vit springare · f5 svart bonde · a4 vit bonde · b4 vit bonde · e4 svart bonde · c3 svart springare · e3 vit bonde · e2 vit löpare · f2 vit bonde · g2 vit bonde · h2 vit bonde · e1 vit kung | 4 |
| 3 | b7 svart bonde · e7 svart kung · g7 svart bonde · h7 svart bonde · a6 svart bonde · e6 svart löpare · a5 vit springare · f5 svart bonde · a4 vit bonde · b4 vit bonde · e4 svart bonde · c3 svart springare · e3 vit bonde · e2 vit löpare · f2 vit bonde · g2 vit bonde · h2 vit bonde · e1 vit kung | b7 svart bonde · e7 svart kung · g7 svart bonde · h7 svart bonde · a6 svart bonde · e6 svart löpare · a5 vit springare · f5 svart bonde · a4 vit bonde · b4 vit bonde · e4 svart bonde · c3 svart springare · e3 vit bonde · e2 vit löpare · f2 vit bonde · g2 vit bonde · h2 vit bonde · e1 vit kung | b7 svart bonde · e7 svart kung · g7 svart bonde · h7 svart bonde · a6 svart bonde · e6 svart löpare · a5 vit springare · f5 svart bonde · a4 vit bonde · b4 vit bonde · e4 svart bonde · c3 svart springare · e3 vit bonde · e2 vit löpare · f2 vit bonde · g2 vit bonde · h2 vit bonde · e1 vit kung | b7 svart bonde · e7 svart kung · g7 svart bonde · h7 svart bonde · a6 svart bonde · e6 svart löpare · a5 vit springare · f5 svart bonde · a4 vit bonde · b4 vit bonde · e4 svart bonde · c3 svart springare · e3 vit bonde · e2 vit löpare · f2 vit bonde · g2 vit bonde · h2 vit bonde · e1 vit kung | b7 svart bonde · e7 svart kung · g7 svart bonde · h7 svart bonde · a6 svart bonde · e6 svart löpare · a5 vit springare · f5 svart bonde · a4 vit bonde · b4 vit bonde · e4 svart bonde · c3 svart springare · e3 vit bonde · e2 vit löpare · f2 vit bonde · g2 vit bonde · h2 vit bonde · e1 vit kung | b7 svart bonde · e7 svart kung · g7 svart bonde · h7 svart bonde · a6 svart bonde · e6 svart löpare · a5 vit springare · f5 svart bonde · a4 vit bonde · b4 vit bonde · e4 svart bonde · c3 svart springare · e3 vit bonde · e2 vit löpare · f2 vit bonde · g2 vit bonde · h2 vit bonde · e1 vit kung | b7 svart bonde · e7 svart kung · g7 svart bonde · h7 svart bonde · a6 svart bonde · e6 svart löpare · a5 vit springare · f5 svart bonde · a4 vit bonde · b4 vit bonde · e4 svart bonde · c3 svart springare · e3 vit bonde · e2 vit löpare · f2 vit bonde · g2 vit bonde · h2 vit bonde · e1 vit kung | b7 svart bonde · e7 svart kung · g7 svart bonde · h7 svart bonde · a6 svart bonde · e6 svart löpare · a5 vit springare · f5 svart bonde · a4 vit bonde · b4 vit bonde · e4 svart bonde · c3 svart springare · e3 vit bonde · e2 vit löpare · f2 vit bonde · g2 vit bonde · h2 vit bonde · e1 vit kung | 3 |
| 2 | b7 svart bonde · e7 svart kung · g7 svart bonde · h7 svart bonde · a6 svart bonde · e6 svart löpare · a5 vit springare · f5 svart bonde · a4 vit bonde · b4 vit bonde · e4 svart bonde · c3 svart springare · e3 vit bonde · e2 vit löpare · f2 vit bonde · g2 vit bonde · h2 vit bonde · e1 vit kung | b7 svart bonde · e7 svart kung · g7 svart bonde · h7 svart bonde · a6 svart bonde · e6 svart löpare · a5 vit springare · f5 svart bonde · a4 vit bonde · b4 vit bonde · e4 svart bonde · c3 svart springare · e3 vit bonde · e2 vit löpare · f2 vit bonde · g2 vit bonde · h2 vit bonde · e1 vit kung | b7 svart bonde · e7 svart kung · g7 svart bonde · h7 svart bonde · a6 svart bonde · e6 svart löpare · a5 vit springare · f5 svart bonde · a4 vit bonde · b4 vit bonde · e4 svart bonde · c3 svart springare · e3 vit bonde · e2 vit löpare · f2 vit bonde · g2 vit bonde · h2 vit bonde · e1 vit kung | b7 svart bonde · e7 svart kung · g7 svart bonde · h7 svart bonde · a6 svart bonde · e6 svart löpare · a5 vit springare · f5 svart bonde · a4 vit bonde · b4 vit bonde · e4 svart bonde · c3 svart springare · e3 vit bonde · e2 vit löpare · f2 vit bonde · g2 vit bonde · h2 vit bonde · e1 vit kung | b7 svart bonde · e7 svart kung · g7 svart bonde · h7 svart bonde · a6 svart bonde · e6 svart löpare · a5 vit springare · f5 svart bonde · a4 vit bonde · b4 vit bonde · e4 svart bonde · c3 svart springare · e3 vit bonde · e2 vit löpare · f2 vit bonde · g2 vit bonde · h2 vit bonde · e1 vit kung | b7 svart bonde · e7 svart kung · g7 svart bonde · h7 svart bonde · a6 svart bonde · e6 svart löpare · a5 vit springare · f5 svart bonde · a4 vit bonde · b4 vit bonde · e4 svart bonde · c3 svart springare · e3 vit bonde · e2 vit löpare · f2 vit bonde · g2 vit bonde · h2 vit bonde · e1 vit kung | b7 svart bonde · e7 svart kung · g7 svart bonde · h7 svart bonde · a6 svart bonde · e6 svart löpare · a5 vit springare · f5 svart bonde · a4 vit bonde · b4 vit bonde · e4 svart bonde · c3 svart springare · e3 vit bonde · e2 vit löpare · f2 vit bonde · g2 vit bonde · h2 vit bonde · e1 vit kung | b7 svart bonde · e7 svart kung · g7 svart bonde · h7 svart bonde · a6 svart bonde · e6 svart löpare · a5 vit springare · f5 svart bonde · a4 vit bonde · b4 vit bonde · e4 svart bonde · c3 svart springare · e3 vit bonde · e2 vit löpare · f2 vit bonde · g2 vit bonde · h2 vit bonde · e1 vit kung | 2 |
| 1 | b7 svart bonde · e7 svart kung · g7 svart bonde · h7 svart bonde · a6 svart bonde · e6 svart löpare · a5 vit springare · f5 svart bonde · a4 vit bonde · b4 vit bonde · e4 svart bonde · c3 svart springare · e3 vit bonde · e2 vit löpare · f2 vit bonde · g2 vit bonde · h2 vit bonde · e1 vit kung | b7 svart bonde · e7 svart kung · g7 svart bonde · h7 svart bonde · a6 svart bonde · e6 svart löpare · a5 vit springare · f5 svart bonde · a4 vit bonde · b4 vit bonde · e4 svart bonde · c3 svart springare · e3 vit bonde · e2 vit löpare · f2 vit bonde · g2 vit bonde · h2 vit bonde · e1 vit kung | b7 svart bonde · e7 svart kung · g7 svart bonde · h7 svart bonde · a6 svart bonde · e6 svart löpare · a5 vit springare · f5 svart bonde · a4 vit bonde · b4 vit bonde · e4 svart bonde · c3 svart springare · e3 vit bonde · e2 vit löpare · f2 vit bonde · g2 vit bonde · h2 vit bonde · e1 vit kung | b7 svart bonde · e7 svart kung · g7 svart bonde · h7 svart bonde · a6 svart bonde · e6 svart löpare · a5 vit springare · f5 svart bonde · a4 vit bonde · b4 vit bonde · e4 svart bonde · c3 svart springare · e3 vit bonde · e2 vit löpare · f2 vit bonde · g2 vit bonde · h2 vit bonde · e1 vit kung | b7 svart bonde · e7 svart kung · g7 svart bonde · h7 svart bonde · a6 svart bonde · e6 svart löpare · a5 vit springare · f5 svart bonde · a4 vit bonde · b4 vit bonde · e4 svart bonde · c3 svart springare · e3 vit bonde · e2 vit löpare · f2 vit bonde · g2 vit bonde · h2 vit bonde · e1 vit kung | b7 svart bonde · e7 svart kung · g7 svart bonde · h7 svart bonde · a6 svart bonde · e6 svart löpare · a5 vit springare · f5 svart bonde · a4 vit bonde · b4 vit bonde · e4 svart bonde · c3 svart springare · e3 vit bonde · e2 vit löpare · f2 vit bonde · g2 vit bonde · h2 vit bonde · e1 vit kung | b7 svart bonde · e7 svart kung · g7 svart bonde · h7 svart bonde · a6 svart bonde · e6 svart löpare · a5 vit springare · f5 svart bonde · a4 vit bonde · b4 vit bonde · e4 svart bonde · c3 svart springare · e3 vit bonde · e2 vit löpare · f2 vit bonde · g2 vit bonde · h2 vit bonde · e1 vit kung | b7 svart bonde · e7 svart kung · g7 svart bonde · h7 svart bonde · a6 svart bonde · e6 svart löpare · a5 vit springare · f5 svart bonde · a4 vit bonde · b4 vit bonde · e4 svart bonde · c3 svart springare · e3 vit bonde · e2 vit löpare · f2 vit bonde · g2 vit bonde · h2 vit bonde · e1 vit kung | 1 |
|   | a | b | c | d | e | f | g | h |   |

Löparens större räckvidd gör att den snabbare kan röra sig över brädet. Därför vill man gärna behålla bönder på båda flyglarna om man har en löpare. Löparen kan också, till skillnad från springaren, förlora ett tempo genom att triangulera. 
Springaren är bättre på att manövrera i slutna ställningar. Den kan också nå alla fält på brädet medan löparen inte kan angripa alla bönder. En dålig löpare kan också bli instängd av sina egna bönder.
En springare på kanten kan ibland bli fångad av en löpare. Diagrammet visar ett exempel.
32...Sxe2 33.Kxe2 Ld5! uppgivet.
Springaren är instängd och det hotar ...b6. Vit kan rädda springaren med 34.b5 men svart får i alla fall vinstställning efter till exempel 34...axb5 35.axb5 Kd6 36.Kd2 b6 37.Sc6 Lxc6 38.bxc6 Kxc6.

### Överlägsen löpare
|   | a | b | c | d | e | f | g | h |   |
| 8 | d7 svart kung · d6 svart springare · e6 svart bonde · h6 svart bonde · a5 svart bonde · g5 svart bonde · a4 vit bonde · g4 vit bonde · b3 vit bonde · e3 vit löpare · c2 vit kung · h2 vit bonde | d7 svart kung · d6 svart springare · e6 svart bonde · h6 svart bonde · a5 svart bonde · g5 svart bonde · a4 vit bonde · g4 vit bonde · b3 vit bonde · e3 vit löpare · c2 vit kung · h2 vit bonde | d7 svart kung · d6 svart springare · e6 svart bonde · h6 svart bonde · a5 svart bonde · g5 svart bonde · a4 vit bonde · g4 vit bonde · b3 vit bonde · e3 vit löpare · c2 vit kung · h2 vit bonde | d7 svart kung · d6 svart springare · e6 svart bonde · h6 svart bonde · a5 svart bonde · g5 svart bonde · a4 vit bonde · g4 vit bonde · b3 vit bonde · e3 vit löpare · c2 vit kung · h2 vit bonde | d7 svart kung · d6 svart springare · e6 svart bonde · h6 svart bonde · a5 svart bonde · g5 svart bonde · a4 vit bonde · g4 vit bonde · b3 vit bonde · e3 vit löpare · c2 vit kung · h2 vit bonde | d7 svart kung · d6 svart springare · e6 svart bonde · h6 svart bonde · a5 svart bonde · g5 svart bonde · a4 vit bonde · g4 vit bonde · b3 vit bonde · e3 vit löpare · c2 vit kung · h2 vit bonde | d7 svart kung · d6 svart springare · e6 svart bonde · h6 svart bonde · a5 svart bonde · g5 svart bonde · a4 vit bonde · g4 vit bonde · b3 vit bonde · e3 vit löpare · c2 vit kung · h2 vit bonde | d7 svart kung · d6 svart springare · e6 svart bonde · h6 svart bonde · a5 svart bonde · g5 svart bonde · a4 vit bonde · g4 vit bonde · b3 vit bonde · e3 vit löpare · c2 vit kung · h2 vit bonde | 8 |
| 7 | d7 svart kung · d6 svart springare · e6 svart bonde · h6 svart bonde · a5 svart bonde · g5 svart bonde · a4 vit bonde · g4 vit bonde · b3 vit bonde · e3 vit löpare · c2 vit kung · h2 vit bonde | d7 svart kung · d6 svart springare · e6 svart bonde · h6 svart bonde · a5 svart bonde · g5 svart bonde · a4 vit bonde · g4 vit bonde · b3 vit bonde · e3 vit löpare · c2 vit kung · h2 vit bonde | d7 svart kung · d6 svart springare · e6 svart bonde · h6 svart bonde · a5 svart bonde · g5 svart bonde · a4 vit bonde · g4 vit bonde · b3 vit bonde · e3 vit löpare · c2 vit kung · h2 vit bonde | d7 svart kung · d6 svart springare · e6 svart bonde · h6 svart bonde · a5 svart bonde · g5 svart bonde · a4 vit bonde · g4 vit bonde · b3 vit bonde · e3 vit löpare · c2 vit kung · h2 vit bonde | d7 svart kung · d6 svart springare · e6 svart bonde · h6 svart bonde · a5 svart bonde · g5 svart bonde · a4 vit bonde · g4 vit bonde · b3 vit bonde · e3 vit löpare · c2 vit kung · h2 vit bonde | d7 svart kung · d6 svart springare · e6 svart bonde · h6 svart bonde · a5 svart bonde · g5 svart bonde · a4 vit bonde · g4 vit bonde · b3 vit bonde · e3 vit löpare · c2 vit kung · h2 vit bonde | d7 svart kung · d6 svart springare · e6 svart bonde · h6 svart bonde · a5 svart bonde · g5 svart bonde · a4 vit bonde · g4 vit bonde · b3 vit bonde · e3 vit löpare · c2 vit kung · h2 vit bonde | d7 svart kung · d6 svart springare · e6 svart bonde · h6 svart bonde · a5 svart bonde · g5 svart bonde · a4 vit bonde · g4 vit bonde · b3 vit bonde · e3 vit löpare · c2 vit kung · h2 vit bonde | 7 |
| 6 | d7 svart kung · d6 svart springare · e6 svart bonde · h6 svart bonde · a5 svart bonde · g5 svart bonde · a4 vit bonde · g4 vit bonde · b3 vit bonde · e3 vit löpare · c2 vit kung · h2 vit bonde | d7 svart kung · d6 svart springare · e6 svart bonde · h6 svart bonde · a5 svart bonde · g5 svart bonde · a4 vit bonde · g4 vit bonde · b3 vit bonde · e3 vit löpare · c2 vit kung · h2 vit bonde | d7 svart kung · d6 svart springare · e6 svart bonde · h6 svart bonde · a5 svart bonde · g5 svart bonde · a4 vit bonde · g4 vit bonde · b3 vit bonde · e3 vit löpare · c2 vit kung · h2 vit bonde | d7 svart kung · d6 svart springare · e6 svart bonde · h6 svart bonde · a5 svart bonde · g5 svart bonde · a4 vit bonde · g4 vit bonde · b3 vit bonde · e3 vit löpare · c2 vit kung · h2 vit bonde | d7 svart kung · d6 svart springare · e6 svart bonde · h6 svart bonde · a5 svart bonde · g5 svart bonde · a4 vit bonde · g4 vit bonde · b3 vit bonde · e3 vit löpare · c2 vit kung · h2 vit bonde | d7 svart kung · d6 svart springare · e6 svart bonde · h6 svart bonde · a5 svart bonde · g5 svart bonde · a4 vit bonde · g4 vit bonde · b3 vit bonde · e3 vit löpare · c2 vit kung · h2 vit bonde | d7 svart kung · d6 svart springare · e6 svart bonde · h6 svart bonde · a5 svart bonde · g5 svart bonde · a4 vit bonde · g4 vit bonde · b3 vit bonde · e3 vit löpare · c2 vit kung · h2 vit bonde | d7 svart kung · d6 svart springare · e6 svart bonde · h6 svart bonde · a5 svart bonde · g5 svart bonde · a4 vit bonde · g4 vit bonde · b3 vit bonde · e3 vit löpare · c2 vit kung · h2 vit bonde | 6 |
| 5 | d7 svart kung · d6 svart springare · e6 svart bonde · h6 svart bonde · a5 svart bonde · g5 svart bonde · a4 vit bonde · g4 vit bonde · b3 vit bonde · e3 vit löpare · c2 vit kung · h2 vit bonde | d7 svart kung · d6 svart springare · e6 svart bonde · h6 svart bonde · a5 svart bonde · g5 svart bonde · a4 vit bonde · g4 vit bonde · b3 vit bonde · e3 vit löpare · c2 vit kung · h2 vit bonde | d7 svart kung · d6 svart springare · e6 svart bonde · h6 svart bonde · a5 svart bonde · g5 svart bonde · a4 vit bonde · g4 vit bonde · b3 vit bonde · e3 vit löpare · c2 vit kung · h2 vit bonde | d7 svart kung · d6 svart springare · e6 svart bonde · h6 svart bonde · a5 svart bonde · g5 svart bonde · a4 vit bonde · g4 vit bonde · b3 vit bonde · e3 vit löpare · c2 vit kung · h2 vit bonde | d7 svart kung · d6 svart springare · e6 svart bonde · h6 svart bonde · a5 svart bonde · g5 svart bonde · a4 vit bonde · g4 vit bonde · b3 vit bonde · e3 vit löpare · c2 vit kung · h2 vit bonde | d7 svart kung · d6 svart springare · e6 svart bonde · h6 svart bonde · a5 svart bonde · g5 svart bonde · a4 vit bonde · g4 vit bonde · b3 vit bonde · e3 vit löpare · c2 vit kung · h2 vit bonde | d7 svart kung · d6 svart springare · e6 svart bonde · h6 svart bonde · a5 svart bonde · g5 svart bonde · a4 vit bonde · g4 vit bonde · b3 vit bonde · e3 vit löpare · c2 vit kung · h2 vit bonde | d7 svart kung · d6 svart springare · e6 svart bonde · h6 svart bonde · a5 svart bonde · g5 svart bonde · a4 vit bonde · g4 vit bonde · b3 vit bonde · e3 vit löpare · c2 vit kung · h2 vit bonde | 5 |
| 4 | d7 svart kung · d6 svart springare · e6 svart bonde · h6 svart bonde · a5 svart bonde · g5 svart bonde · a4 vit bonde · g4 vit bonde · b3 vit bonde · e3 vit löpare · c2 vit kung · h2 vit bonde | d7 svart kung · d6 svart springare · e6 svart bonde · h6 svart bonde · a5 svart bonde · g5 svart bonde · a4 vit bonde · g4 vit bonde · b3 vit bonde · e3 vit löpare · c2 vit kung · h2 vit bonde | d7 svart kung · d6 svart springare · e6 svart bonde · h6 svart bonde · a5 svart bonde · g5 svart bonde · a4 vit bonde · g4 vit bonde · b3 vit bonde · e3 vit löpare · c2 vit kung · h2 vit bonde | d7 svart kung · d6 svart springare · e6 svart bonde · h6 svart bonde · a5 svart bonde · g5 svart bonde · a4 vit bonde · g4 vit bonde · b3 vit bonde · e3 vit löpare · c2 vit kung · h2 vit bonde | d7 svart kung · d6 svart springare · e6 svart bonde · h6 svart bonde · a5 svart bonde · g5 svart bonde · a4 vit bonde · g4 vit bonde · b3 vit bonde · e3 vit löpare · c2 vit kung · h2 vit bonde | d7 svart kung · d6 svart springare · e6 svart bonde · h6 svart bonde · a5 svart bonde · g5 svart bonde · a4 vit bonde · g4 vit bonde · b3 vit bonde · e3 vit löpare · c2 vit kung · h2 vit bonde | d7 svart kung · d6 svart springare · e6 svart bonde · h6 svart bonde · a5 svart bonde · g5 svart bonde · a4 vit bonde · g4 vit bonde · b3 vit bonde · e3 vit löpare · c2 vit kung · h2 vit bonde | d7 svart kung · d6 svart springare · e6 svart bonde · h6 svart bonde · a5 svart bonde · g5 svart bonde · a4 vit bonde · g4 vit bonde · b3 vit bonde · e3 vit löpare · c2 vit kung · h2 vit bonde | 4 |
| 3 | d7 svart kung · d6 svart springare · e6 svart bonde · h6 svart bonde · a5 svart bonde · g5 svart bonde · a4 vit bonde · g4 vit bonde · b3 vit bonde · e3 vit löpare · c2 vit kung · h2 vit bonde | d7 svart kung · d6 svart springare · e6 svart bonde · h6 svart bonde · a5 svart bonde · g5 svart bonde · a4 vit bonde · g4 vit bonde · b3 vit bonde · e3 vit löpare · c2 vit kung · h2 vit bonde | d7 svart kung · d6 svart springare · e6 svart bonde · h6 svart bonde · a5 svart bonde · g5 svart bonde · a4 vit bonde · g4 vit bonde · b3 vit bonde · e3 vit löpare · c2 vit kung · h2 vit bonde | d7 svart kung · d6 svart springare · e6 svart bonde · h6 svart bonde · a5 svart bonde · g5 svart bonde · a4 vit bonde · g4 vit bonde · b3 vit bonde · e3 vit löpare · c2 vit kung · h2 vit bonde | d7 svart kung · d6 svart springare · e6 svart bonde · h6 svart bonde · a5 svart bonde · g5 svart bonde · a4 vit bonde · g4 vit bonde · b3 vit bonde · e3 vit löpare · c2 vit kung · h2 vit bonde | d7 svart kung · d6 svart springare · e6 svart bonde · h6 svart bonde · a5 svart bonde · g5 svart bonde · a4 vit bonde · g4 vit bonde · b3 vit bonde · e3 vit löpare · c2 vit kung · h2 vit bonde | d7 svart kung · d6 svart springare · e6 svart bonde · h6 svart bonde · a5 svart bonde · g5 svart bonde · a4 vit bonde · g4 vit bonde · b3 vit bonde · e3 vit löpare · c2 vit kung · h2 vit bonde | d7 svart kung · d6 svart springare · e6 svart bonde · h6 svart bonde · a5 svart bonde · g5 svart bonde · a4 vit bonde · g4 vit bonde · b3 vit bonde · e3 vit löpare · c2 vit kung · h2 vit bonde | 3 |
| 2 | d7 svart kung · d6 svart springare · e6 svart bonde · h6 svart bonde · a5 svart bonde · g5 svart bonde · a4 vit bonde · g4 vit bonde · b3 vit bonde · e3 vit löpare · c2 vit kung · h2 vit bonde | d7 svart kung · d6 svart springare · e6 svart bonde · h6 svart bonde · a5 svart bonde · g5 svart bonde · a4 vit bonde · g4 vit bonde · b3 vit bonde · e3 vit löpare · c2 vit kung · h2 vit bonde | d7 svart kung · d6 svart springare · e6 svart bonde · h6 svart bonde · a5 svart bonde · g5 svart bonde · a4 vit bonde · g4 vit bonde · b3 vit bonde · e3 vit löpare · c2 vit kung · h2 vit bonde | d7 svart kung · d6 svart springare · e6 svart bonde · h6 svart bonde · a5 svart bonde · g5 svart bonde · a4 vit bonde · g4 vit bonde · b3 vit bonde · e3 vit löpare · c2 vit kung · h2 vit bonde | d7 svart kung · d6 svart springare · e6 svart bonde · h6 svart bonde · a5 svart bonde · g5 svart bonde · a4 vit bonde · g4 vit bonde · b3 vit bonde · e3 vit löpare · c2 vit kung · h2 vit bonde | d7 svart kung · d6 svart springare · e6 svart bonde · h6 svart bonde · a5 svart bonde · g5 svart bonde · a4 vit bonde · g4 vit bonde · b3 vit bonde · e3 vit löpare · c2 vit kung · h2 vit bonde | d7 svart kung · d6 svart springare · e6 svart bonde · h6 svart bonde · a5 svart bonde · g5 svart bonde · a4 vit bonde · g4 vit bonde · b3 vit bonde · e3 vit löpare · c2 vit kung · h2 vit bonde | d7 svart kung · d6 svart springare · e6 svart bonde · h6 svart bonde · a5 svart bonde · g5 svart bonde · a4 vit bonde · g4 vit bonde · b3 vit bonde · e3 vit löpare · c2 vit kung · h2 vit bonde | 2 |
| 1 | d7 svart kung · d6 svart springare · e6 svart bonde · h6 svart bonde · a5 svart bonde · g5 svart bonde · a4 vit bonde · g4 vit bonde · b3 vit bonde · e3 vit löpare · c2 vit kung · h2 vit bonde | d7 svart kung · d6 svart springare · e6 svart bonde · h6 svart bonde · a5 svart bonde · g5 svart bonde · a4 vit bonde · g4 vit bonde · b3 vit bonde · e3 vit löpare · c2 vit kung · h2 vit bonde | d7 svart kung · d6 svart springare · e6 svart bonde · h6 svart bonde · a5 svart bonde · g5 svart bonde · a4 vit bonde · g4 vit bonde · b3 vit bonde · e3 vit löpare · c2 vit kung · h2 vit bonde | d7 svart kung · d6 svart springare · e6 svart bonde · h6 svart bonde · a5 svart bonde · g5 svart bonde · a4 vit bonde · g4 vit bonde · b3 vit bonde · e3 vit löpare · c2 vit kung · h2 vit bonde | d7 svart kung · d6 svart springare · e6 svart bonde · h6 svart bonde · a5 svart bonde · g5 svart bonde · a4 vit bonde · g4 vit bonde · b3 vit bonde · e3 vit löpare · c2 vit kung · h2 vit bonde | d7 svart kung · d6 svart springare · e6 svart bonde · h6 svart bonde · a5 svart bonde · g5 svart bonde · a4 vit bonde · g4 vit bonde · b3 vit bonde · e3 vit löpare · c2 vit kung · h2 vit bonde | d7 svart kung · d6 svart springare · e6 svart bonde · h6 svart bonde · a5 svart bonde · g5 svart bonde · a4 vit bonde · g4 vit bonde · b3 vit bonde · e3 vit löpare · c2 vit kung · h2 vit bonde | d7 svart kung · d6 svart springare · e6 svart bonde · h6 svart bonde · a5 svart bonde · g5 svart bonde · a4 vit bonde · g4 vit bonde · b3 vit bonde · e3 vit löpare · c2 vit kung · h2 vit bonde | 1 |
|   | a | b | c | d | e | f | g | h |   |

Som nämnts ovan har löparen en större rörlighet och en fördel med bönder på båda flyglarna.
Diagrammet är ett enkelt exempel på detta. Vit börjar med att angripa bonden på damflygeln.
1.Lb6 Sb7
Nu flyttar vit över angreppet till kungsflygeln.
2.Ld4 Sd6 3.Lg7 Sf7
Den svarta springaren hinner precis över för att försvara bonden. Men nu flyttar vit tillbaka till damflygeln.
4.Lc3
Springaren hinner inte längre med och den svarta bonden på a5 faller.
Även i nästa partiexempel är vits löpare starkare än svarts springare.
Vits plan är att forcera en fribonde på kungsflygeln medan kungen går till damflygeln och löparen agerar på båda flyglarna.
35.h4!
Låser svarts g-bonde på ett vitt fält där den måste försvaras av kungen. 
En alternativ plan var att stänga in svarts springare med Ld5 men svart hinner driva undan löparen med Kf6-e5.
35...Sc4 36.Ke2 Se5 37.Ke3 Kf6 38.Kf4 Sf7 39.Ke3
Se det andra diagrammet. 
39...g5
Svart försöker frigöra kungen från försvaret av g-bonden men nu får vit en avlägsen fribonde på h-linjen. 39...Sd6 för att sätta upp en fästning i centrum hade varit segare enligt Spasskij. 
40.h5 Sh6 41.Kd3 Ke5 42.La8 Kd6 43.Kc4 g4 44.a4
Se nästa diagram.
Spasskij: ”Vits hot är att avancera med kungen till bonden på a7; en manöver som svart inte kan förhindra.”
44...Sg8 45.a5 Sh6 46.Le4 g3 47.Kb5 Sg8 48.Lb1 Sh6 49.Ka6 Kc6
Se det sista diagrammet.
50.La2 uppgivet.
Vit tar bort svarts sista motspelschans som bestod i 50.Kxa7 c4 51.a6? Kc7 med remi (men med 51. Le4+ hade vit vunnit även där).

### Överlägsen springare
|   | a                                                                                                | b                                                                                                | c                                                                                                | d                                                                                                | e                                                                                                | f                                                                                                | g                                                                                                | h                                                                                                |   |
| 8 | g8 svart kung · h7 svart löpare · f5 svart bonde · g5 vit kung · f4 vit bonde · g2 vit springare | g8 svart kung · h7 svart löpare · f5 svart bonde · g5 vit kung · f4 vit bonde · g2 vit springare | g8 svart kung · h7 svart löpare · f5 svart bonde · g5 vit kung · f4 vit bonde · g2 vit springare | g8 svart kung · h7 svart löpare · f5 svart bonde · g5 vit kung · f4 vit bonde · g2 vit springare | g8 svart kung · h7 svart löpare · f5 svart bonde · g5 vit kung · f4 vit bonde · g2 vit springare | g8 svart kung · h7 svart löpare · f5 svart bonde · g5 vit kung · f4 vit bonde · g2 vit springare | g8 svart kung · h7 svart löpare · f5 svart bonde · g5 vit kung · f4 vit bonde · g2 vit springare | g8 svart kung · h7 svart löpare · f5 svart bonde · g5 vit kung · f4 vit bonde · g2 vit springare | 8 |
| 7 | g8 svart kung · h7 svart löpare · f5 svart bonde · g5 vit kung · f4 vit bonde · g2 vit springare | g8 svart kung · h7 svart löpare · f5 svart bonde · g5 vit kung · f4 vit bonde · g2 vit springare | g8 svart kung · h7 svart löpare · f5 svart bonde · g5 vit kung · f4 vit bonde · g2 vit springare | g8 svart kung · h7 svart löpare · f5 svart bonde · g5 vit kung · f4 vit bonde · g2 vit springare | g8 svart kung · h7 svart löpare · f5 svart bonde · g5 vit kung · f4 vit bonde · g2 vit springare | g8 svart kung · h7 svart löpare · f5 svart bonde · g5 vit kung · f4 vit bonde · g2 vit springare | g8 svart kung · h7 svart löpare · f5 svart bonde · g5 vit kung · f4 vit bonde · g2 vit springare | g8 svart kung · h7 svart löpare · f5 svart bonde · g5 vit kung · f4 vit bonde · g2 vit springare | 7 |
| 6 | g8 svart kung · h7 svart löpare · f5 svart bonde · g5 vit kung · f4 vit bonde · g2 vit springare | g8 svart kung · h7 svart löpare · f5 svart bonde · g5 vit kung · f4 vit bonde · g2 vit springare | g8 svart kung · h7 svart löpare · f5 svart bonde · g5 vit kung · f4 vit bonde · g2 vit springare | g8 svart kung · h7 svart löpare · f5 svart bonde · g5 vit kung · f4 vit bonde · g2 vit springare | g8 svart kung · h7 svart löpare · f5 svart bonde · g5 vit kung · f4 vit bonde · g2 vit springare | g8 svart kung · h7 svart löpare · f5 svart bonde · g5 vit kung · f4 vit bonde · g2 vit springare | g8 svart kung · h7 svart löpare · f5 svart bonde · g5 vit kung · f4 vit bonde · g2 vit springare | g8 svart kung · h7 svart löpare · f5 svart bonde · g5 vit kung · f4 vit bonde · g2 vit springare | 6 |
| 5 | g8 svart kung · h7 svart löpare · f5 svart bonde · g5 vit kung · f4 vit bonde · g2 vit springare | g8 svart kung · h7 svart löpare · f5 svart bonde · g5 vit kung · f4 vit bonde · g2 vit springare | g8 svart kung · h7 svart löpare · f5 svart bonde · g5 vit kung · f4 vit bonde · g2 vit springare | g8 svart kung · h7 svart löpare · f5 svart bonde · g5 vit kung · f4 vit bonde · g2 vit springare | g8 svart kung · h7 svart löpare · f5 svart bonde · g5 vit kung · f4 vit bonde · g2 vit springare | g8 svart kung · h7 svart löpare · f5 svart bonde · g5 vit kung · f4 vit bonde · g2 vit springare | g8 svart kung · h7 svart löpare · f5 svart bonde · g5 vit kung · f4 vit bonde · g2 vit springare | g8 svart kung · h7 svart löpare · f5 svart bonde · g5 vit kung · f4 vit bonde · g2 vit springare | 5 |
| 4 | g8 svart kung · h7 svart löpare · f5 svart bonde · g5 vit kung · f4 vit bonde · g2 vit springare | g8 svart kung · h7 svart löpare · f5 svart bonde · g5 vit kung · f4 vit bonde · g2 vit springare | g8 svart kung · h7 svart löpare · f5 svart bonde · g5 vit kung · f4 vit bonde · g2 vit springare | g8 svart kung · h7 svart löpare · f5 svart bonde · g5 vit kung · f4 vit bonde · g2 vit springare | g8 svart kung · h7 svart löpare · f5 svart bonde · g5 vit kung · f4 vit bonde · g2 vit springare | g8 svart kung · h7 svart löpare · f5 svart bonde · g5 vit kung · f4 vit bonde · g2 vit springare | g8 svart kung · h7 svart löpare · f5 svart bonde · g5 vit kung · f4 vit bonde · g2 vit springare | g8 svart kung · h7 svart löpare · f5 svart bonde · g5 vit kung · f4 vit bonde · g2 vit springare | 4 |
| 3 | g8 svart kung · h7 svart löpare · f5 svart bonde · g5 vit kung · f4 vit bonde · g2 vit springare | g8 svart kung · h7 svart löpare · f5 svart bonde · g5 vit kung · f4 vit bonde · g2 vit springare | g8 svart kung · h7 svart löpare · f5 svart bonde · g5 vit kung · f4 vit bonde · g2 vit springare | g8 svart kung · h7 svart löpare · f5 svart bonde · g5 vit kung · f4 vit bonde · g2 vit springare | g8 svart kung · h7 svart löpare · f5 svart bonde · g5 vit kung · f4 vit bonde · g2 vit springare | g8 svart kung · h7 svart löpare · f5 svart bonde · g5 vit kung · f4 vit bonde · g2 vit springare | g8 svart kung · h7 svart löpare · f5 svart bonde · g5 vit kung · f4 vit bonde · g2 vit springare | g8 svart kung · h7 svart löpare · f5 svart bonde · g5 vit kung · f4 vit bonde · g2 vit springare | 3 |
| 2 | g8 svart kung · h7 svart löpare · f5 svart bonde · g5 vit kung · f4 vit bonde · g2 vit springare | g8 svart kung · h7 svart löpare · f5 svart bonde · g5 vit kung · f4 vit bonde · g2 vit springare | g8 svart kung · h7 svart löpare · f5 svart bonde · g5 vit kung · f4 vit bonde · g2 vit springare | g8 svart kung · h7 svart löpare · f5 svart bonde · g5 vit kung · f4 vit bonde · g2 vit springare | g8 svart kung · h7 svart löpare · f5 svart bonde · g5 vit kung · f4 vit bonde · g2 vit springare | g8 svart kung · h7 svart löpare · f5 svart bonde · g5 vit kung · f4 vit bonde · g2 vit springare | g8 svart kung · h7 svart löpare · f5 svart bonde · g5 vit kung · f4 vit bonde · g2 vit springare | g8 svart kung · h7 svart löpare · f5 svart bonde · g5 vit kung · f4 vit bonde · g2 vit springare | 2 |
| 1 | g8 svart kung · h7 svart löpare · f5 svart bonde · g5 vit kung · f4 vit bonde · g2 vit springare | g8 svart kung · h7 svart löpare · f5 svart bonde · g5 vit kung · f4 vit bonde · g2 vit springare | g8 svart kung · h7 svart löpare · f5 svart bonde · g5 vit kung · f4 vit bonde · g2 vit springare | g8 svart kung · h7 svart löpare · f5 svart bonde · g5 vit kung · f4 vit bonde · g2 vit springare | g8 svart kung · h7 svart löpare · f5 svart bonde · g5 vit kung · f4 vit bonde · g2 vit springare | g8 svart kung · h7 svart löpare · f5 svart bonde · g5 vit kung · f4 vit bonde · g2 vit springare | g8 svart kung · h7 svart löpare · f5 svart bonde · g5 vit kung · f4 vit bonde · g2 vit springare | g8 svart kung · h7 svart löpare · f5 svart bonde · g5 vit kung · f4 vit bonde · g2 vit springare | 1 |
|   | a                                                                                                | b                                                                                                | c                                                                                                | d                                                                                                | e                                                                                                | f                                                                                                | g                                                                                                | h                                                                                                |   |

Springaren är överlägsen löparen i slutna ställningar, speciellt mot en dålig löpare som är begränsad av sina egna bönder.
Studien i diagrammet är ett nästan övertydligt exempel på en dålig löpare.
1.Kh6! Kh8 2.Sh4 Kg8
Nu och senare går inte 2...Lg8 på grund av 3.Sg6#. 
3.Sf3 Kh8 4.Se5 Kg8 5.Sc6 Kh8
5...Kf7 6.Kxh7 Ke6 7.Kg6 är inte bättre.
6.Se7 och löparen faller med vinst för vit.
I partiexemplet har vit flera fördelar. Hans välplacerade springare på d5 kan angripa svarts bönder och hjälpa vits bönder på damflygeln och i centrum att avancera, medan svarts löpare har svårt att hitta några angreppsmål och är hänvisad till försvar. Vits kung är också bättre placerad, och hans bonde på h5 håller nere svarts bondemajoritet på kungsflygeln.
42...Lh4 43.b4 cxb4 44.Sxb4 a5 45.Sd3 Ld8?!
Här var 45...a4 och 46...a3 starkare för att undvika att bonden blir fixerad på a5.
46.e4 Lb6 47.a4 Ke7 48.Sf4 Ld4 49.Se6 Lc3
Se det andra diagrammet.
50.c5 dxc5 51.Sxc5 Kd6 52.Sd3 La1 53.e5+
Se nästa diagram.
53...Kd5?!
Bättre är 53...Ke7. Vit erövrar kungsflygelbönderna genom 54.Kg6 Kf8 55.Sc5! Ke7 56.Kxg7 Lxe5+ 57.Kxh6 men har ändå ingen klar vinst efter 57...Kf7 58.Kh7 Lc7!.
54.Sf4+ Kc4?!
Efter 54...Kc6 55.Ke6 Kc5 56.Sg6 Kb4 57.Kf7 Kxa4 58.Kxg7 Kb3 59.Kxh6 a4 60.Kg5 a3 61.h6 a2 62.h7 Lc3 är vinsten inte heller klar.
55.e6 Lf6 56.Sg6 Kc5 uppgivet.
Om 56…Kb4 så vinner 57.e7 Lxe7 58.Sxe7 Kxa4 59.Sc6 Kb5 60.Sxa5.

## Löpare och bonde mot springare
Med springare mot löpare och bonde, håller den försvarande kungen remi om den kan nå ett fält framför bonden där den inte kan drivas bort av löparen. Annars kan det vara vinst som exemplet i det första diagrammet visar.
Vit vid draget: 1.Le5 Kd7 2.Kc5 Kd8 3.Kc6 och vit vinner. 
Svart vid draget: 1...Sf6 (eller 1...Sg7) 2.Kc6 Sd7 och vit kommer inte vidare.
I det andra diagrammet hindrar vits kung svarts från att ingripa. 
Svart kan ändå hålla remi på flera sätt. Ett är 81...Sd3! 82.h4 Sf4 83.Kf5 Kd6! 84.Kxf4 Ke7 och svarts kung hinner till h-linjen (löparen har fel färg för att vinna). Ett annat är 81...Kd6 82.Le2 Sd7+ 83.Kf7 Ke5 84.h4 Sf6.
I partiet gick svart åt fel håll med kungen och förlorade efter 81...Ke4?? 82.Lc8! Kf4 83.h4 Sf3 84.h5 Sg5 85.Lf5 Sf3 86.h6 Sg5 87.Kg6 Sf3 88.h7 Se5+ 89.Kf6 uppgivet.

## Springare och bonde mot löpare
|   | a                                                                               | b                                                                               | c                                                                               | d                                                                               | e                                                                               | f                                                                               | g                                                                               | h                                                                               |   |
| 8 | c7 vit kung · d7 vit bonde · d4 vit springare · h4 svart löpare · f1 svart kung | c7 vit kung · d7 vit bonde · d4 vit springare · h4 svart löpare · f1 svart kung | c7 vit kung · d7 vit bonde · d4 vit springare · h4 svart löpare · f1 svart kung | c7 vit kung · d7 vit bonde · d4 vit springare · h4 svart löpare · f1 svart kung | c7 vit kung · d7 vit bonde · d4 vit springare · h4 svart löpare · f1 svart kung | c7 vit kung · d7 vit bonde · d4 vit springare · h4 svart löpare · f1 svart kung | c7 vit kung · d7 vit bonde · d4 vit springare · h4 svart löpare · f1 svart kung | c7 vit kung · d7 vit bonde · d4 vit springare · h4 svart löpare · f1 svart kung | 8 |
| 7 | c7 vit kung · d7 vit bonde · d4 vit springare · h4 svart löpare · f1 svart kung | c7 vit kung · d7 vit bonde · d4 vit springare · h4 svart löpare · f1 svart kung | c7 vit kung · d7 vit bonde · d4 vit springare · h4 svart löpare · f1 svart kung | c7 vit kung · d7 vit bonde · d4 vit springare · h4 svart löpare · f1 svart kung | c7 vit kung · d7 vit bonde · d4 vit springare · h4 svart löpare · f1 svart kung | c7 vit kung · d7 vit bonde · d4 vit springare · h4 svart löpare · f1 svart kung | c7 vit kung · d7 vit bonde · d4 vit springare · h4 svart löpare · f1 svart kung | c7 vit kung · d7 vit bonde · d4 vit springare · h4 svart löpare · f1 svart kung | 7 |
| 6 | c7 vit kung · d7 vit bonde · d4 vit springare · h4 svart löpare · f1 svart kung | c7 vit kung · d7 vit bonde · d4 vit springare · h4 svart löpare · f1 svart kung | c7 vit kung · d7 vit bonde · d4 vit springare · h4 svart löpare · f1 svart kung | c7 vit kung · d7 vit bonde · d4 vit springare · h4 svart löpare · f1 svart kung | c7 vit kung · d7 vit bonde · d4 vit springare · h4 svart löpare · f1 svart kung | c7 vit kung · d7 vit bonde · d4 vit springare · h4 svart löpare · f1 svart kung | c7 vit kung · d7 vit bonde · d4 vit springare · h4 svart löpare · f1 svart kung | c7 vit kung · d7 vit bonde · d4 vit springare · h4 svart löpare · f1 svart kung | 6 |
| 5 | c7 vit kung · d7 vit bonde · d4 vit springare · h4 svart löpare · f1 svart kung | c7 vit kung · d7 vit bonde · d4 vit springare · h4 svart löpare · f1 svart kung | c7 vit kung · d7 vit bonde · d4 vit springare · h4 svart löpare · f1 svart kung | c7 vit kung · d7 vit bonde · d4 vit springare · h4 svart löpare · f1 svart kung | c7 vit kung · d7 vit bonde · d4 vit springare · h4 svart löpare · f1 svart kung | c7 vit kung · d7 vit bonde · d4 vit springare · h4 svart löpare · f1 svart kung | c7 vit kung · d7 vit bonde · d4 vit springare · h4 svart löpare · f1 svart kung | c7 vit kung · d7 vit bonde · d4 vit springare · h4 svart löpare · f1 svart kung | 5 |
| 4 | c7 vit kung · d7 vit bonde · d4 vit springare · h4 svart löpare · f1 svart kung | c7 vit kung · d7 vit bonde · d4 vit springare · h4 svart löpare · f1 svart kung | c7 vit kung · d7 vit bonde · d4 vit springare · h4 svart löpare · f1 svart kung | c7 vit kung · d7 vit bonde · d4 vit springare · h4 svart löpare · f1 svart kung | c7 vit kung · d7 vit bonde · d4 vit springare · h4 svart löpare · f1 svart kung | c7 vit kung · d7 vit bonde · d4 vit springare · h4 svart löpare · f1 svart kung | c7 vit kung · d7 vit bonde · d4 vit springare · h4 svart löpare · f1 svart kung | c7 vit kung · d7 vit bonde · d4 vit springare · h4 svart löpare · f1 svart kung | 4 |
| 3 | c7 vit kung · d7 vit bonde · d4 vit springare · h4 svart löpare · f1 svart kung | c7 vit kung · d7 vit bonde · d4 vit springare · h4 svart löpare · f1 svart kung | c7 vit kung · d7 vit bonde · d4 vit springare · h4 svart löpare · f1 svart kung | c7 vit kung · d7 vit bonde · d4 vit springare · h4 svart löpare · f1 svart kung | c7 vit kung · d7 vit bonde · d4 vit springare · h4 svart löpare · f1 svart kung | c7 vit kung · d7 vit bonde · d4 vit springare · h4 svart löpare · f1 svart kung | c7 vit kung · d7 vit bonde · d4 vit springare · h4 svart löpare · f1 svart kung | c7 vit kung · d7 vit bonde · d4 vit springare · h4 svart löpare · f1 svart kung | 3 |
| 2 | c7 vit kung · d7 vit bonde · d4 vit springare · h4 svart löpare · f1 svart kung | c7 vit kung · d7 vit bonde · d4 vit springare · h4 svart löpare · f1 svart kung | c7 vit kung · d7 vit bonde · d4 vit springare · h4 svart löpare · f1 svart kung | c7 vit kung · d7 vit bonde · d4 vit springare · h4 svart löpare · f1 svart kung | c7 vit kung · d7 vit bonde · d4 vit springare · h4 svart löpare · f1 svart kung | c7 vit kung · d7 vit bonde · d4 vit springare · h4 svart löpare · f1 svart kung | c7 vit kung · d7 vit bonde · d4 vit springare · h4 svart löpare · f1 svart kung | c7 vit kung · d7 vit bonde · d4 vit springare · h4 svart löpare · f1 svart kung | 2 |
| 1 | c7 vit kung · d7 vit bonde · d4 vit springare · h4 svart löpare · f1 svart kung | c7 vit kung · d7 vit bonde · d4 vit springare · h4 svart löpare · f1 svart kung | c7 vit kung · d7 vit bonde · d4 vit springare · h4 svart löpare · f1 svart kung | c7 vit kung · d7 vit bonde · d4 vit springare · h4 svart löpare · f1 svart kung | c7 vit kung · d7 vit bonde · d4 vit springare · h4 svart löpare · f1 svart kung | c7 vit kung · d7 vit bonde · d4 vit springare · h4 svart löpare · f1 svart kung | c7 vit kung · d7 vit bonde · d4 vit springare · h4 svart löpare · f1 svart kung | c7 vit kung · d7 vit bonde · d4 vit springare · h4 svart löpare · f1 svart kung | 1 |
|   | a                                                                               | b                                                                               | c                                                                               | d                                                                               | e                                                                               | f                                                                               | g                                                                               | h                                                                               |   |

Med löpare mot springare och bonde, håller den försvarande kungen remi om den är framför bonden eller tillräckligt nära. Då är det inte möjligt för springaren att både blockera löparen och driva undan kungen. Om den försvarande kungen är längre från bonden kan slutspelet vara vunnet.
Den försvarande sidan bör försöka hålla löparen på en lång diagonal så att den har drag tillgängliga.
Normalt är detta inte så komplicerat men som framgår av studien i diagrammet så kan spelet vara mycket komplext och kräva exakta beräkningar.
Vit vid draget vinner med:
1.Sc6 Kf2 2.Kd6 (med hotet Se7) 2...Lg3+ 3.Kc5 Lc7 4.Kb5 Ke3 5.Ka6 Ke4 8.Kb7 och löparen kan inte bevaka förvandlingsfältet.
Svart vid draget håller remi med:
1...Kf2. Här finns många varianter men om vit försöker vinna på samma sätt som ovan så hinner den svarta kungen till d6: 2.Sc6 Ke3 3.Kd6 Lg3+ 4.Kc5 Lc7 5.Kb5 Ke4 6.Ka6 Kd5 7.Kb7 Kd6.

## Två lätta pjäser mot en
|   | a                                                                                  | b                                                                                  | c                                                                                  | d                                                                                  | e                                                                                  | f                                                                                  | g                                                                                  | h                                                                                  |   |
| 8 | a6 vit kung · e6 svart kung · b4 svart löpare · b3 vit springare · g2 svart löpare | a6 vit kung · e6 svart kung · b4 svart löpare · b3 vit springare · g2 svart löpare | a6 vit kung · e6 svart kung · b4 svart löpare · b3 vit springare · g2 svart löpare | a6 vit kung · e6 svart kung · b4 svart löpare · b3 vit springare · g2 svart löpare | a6 vit kung · e6 svart kung · b4 svart löpare · b3 vit springare · g2 svart löpare | a6 vit kung · e6 svart kung · b4 svart löpare · b3 vit springare · g2 svart löpare | a6 vit kung · e6 svart kung · b4 svart löpare · b3 vit springare · g2 svart löpare | a6 vit kung · e6 svart kung · b4 svart löpare · b3 vit springare · g2 svart löpare | 8 |
| 7 | a6 vit kung · e6 svart kung · b4 svart löpare · b3 vit springare · g2 svart löpare | a6 vit kung · e6 svart kung · b4 svart löpare · b3 vit springare · g2 svart löpare | a6 vit kung · e6 svart kung · b4 svart löpare · b3 vit springare · g2 svart löpare | a6 vit kung · e6 svart kung · b4 svart löpare · b3 vit springare · g2 svart löpare | a6 vit kung · e6 svart kung · b4 svart löpare · b3 vit springare · g2 svart löpare | a6 vit kung · e6 svart kung · b4 svart löpare · b3 vit springare · g2 svart löpare | a6 vit kung · e6 svart kung · b4 svart löpare · b3 vit springare · g2 svart löpare | a6 vit kung · e6 svart kung · b4 svart löpare · b3 vit springare · g2 svart löpare | 7 |
| 6 | a6 vit kung · e6 svart kung · b4 svart löpare · b3 vit springare · g2 svart löpare | a6 vit kung · e6 svart kung · b4 svart löpare · b3 vit springare · g2 svart löpare | a6 vit kung · e6 svart kung · b4 svart löpare · b3 vit springare · g2 svart löpare | a6 vit kung · e6 svart kung · b4 svart löpare · b3 vit springare · g2 svart löpare | a6 vit kung · e6 svart kung · b4 svart löpare · b3 vit springare · g2 svart löpare | a6 vit kung · e6 svart kung · b4 svart löpare · b3 vit springare · g2 svart löpare | a6 vit kung · e6 svart kung · b4 svart löpare · b3 vit springare · g2 svart löpare | a6 vit kung · e6 svart kung · b4 svart löpare · b3 vit springare · g2 svart löpare | 6 |
| 5 | a6 vit kung · e6 svart kung · b4 svart löpare · b3 vit springare · g2 svart löpare | a6 vit kung · e6 svart kung · b4 svart löpare · b3 vit springare · g2 svart löpare | a6 vit kung · e6 svart kung · b4 svart löpare · b3 vit springare · g2 svart löpare | a6 vit kung · e6 svart kung · b4 svart löpare · b3 vit springare · g2 svart löpare | a6 vit kung · e6 svart kung · b4 svart löpare · b3 vit springare · g2 svart löpare | a6 vit kung · e6 svart kung · b4 svart löpare · b3 vit springare · g2 svart löpare | a6 vit kung · e6 svart kung · b4 svart löpare · b3 vit springare · g2 svart löpare | a6 vit kung · e6 svart kung · b4 svart löpare · b3 vit springare · g2 svart löpare | 5 |
| 4 | a6 vit kung · e6 svart kung · b4 svart löpare · b3 vit springare · g2 svart löpare | a6 vit kung · e6 svart kung · b4 svart löpare · b3 vit springare · g2 svart löpare | a6 vit kung · e6 svart kung · b4 svart löpare · b3 vit springare · g2 svart löpare | a6 vit kung · e6 svart kung · b4 svart löpare · b3 vit springare · g2 svart löpare | a6 vit kung · e6 svart kung · b4 svart löpare · b3 vit springare · g2 svart löpare | a6 vit kung · e6 svart kung · b4 svart löpare · b3 vit springare · g2 svart löpare | a6 vit kung · e6 svart kung · b4 svart löpare · b3 vit springare · g2 svart löpare | a6 vit kung · e6 svart kung · b4 svart löpare · b3 vit springare · g2 svart löpare | 4 |
| 3 | a6 vit kung · e6 svart kung · b4 svart löpare · b3 vit springare · g2 svart löpare | a6 vit kung · e6 svart kung · b4 svart löpare · b3 vit springare · g2 svart löpare | a6 vit kung · e6 svart kung · b4 svart löpare · b3 vit springare · g2 svart löpare | a6 vit kung · e6 svart kung · b4 svart löpare · b3 vit springare · g2 svart löpare | a6 vit kung · e6 svart kung · b4 svart löpare · b3 vit springare · g2 svart löpare | a6 vit kung · e6 svart kung · b4 svart löpare · b3 vit springare · g2 svart löpare | a6 vit kung · e6 svart kung · b4 svart löpare · b3 vit springare · g2 svart löpare | a6 vit kung · e6 svart kung · b4 svart löpare · b3 vit springare · g2 svart löpare | 3 |
| 2 | a6 vit kung · e6 svart kung · b4 svart löpare · b3 vit springare · g2 svart löpare | a6 vit kung · e6 svart kung · b4 svart löpare · b3 vit springare · g2 svart löpare | a6 vit kung · e6 svart kung · b4 svart löpare · b3 vit springare · g2 svart löpare | a6 vit kung · e6 svart kung · b4 svart löpare · b3 vit springare · g2 svart löpare | a6 vit kung · e6 svart kung · b4 svart löpare · b3 vit springare · g2 svart löpare | a6 vit kung · e6 svart kung · b4 svart löpare · b3 vit springare · g2 svart löpare | a6 vit kung · e6 svart kung · b4 svart löpare · b3 vit springare · g2 svart löpare | a6 vit kung · e6 svart kung · b4 svart löpare · b3 vit springare · g2 svart löpare | 2 |
| 1 | a6 vit kung · e6 svart kung · b4 svart löpare · b3 vit springare · g2 svart löpare | a6 vit kung · e6 svart kung · b4 svart löpare · b3 vit springare · g2 svart löpare | a6 vit kung · e6 svart kung · b4 svart löpare · b3 vit springare · g2 svart löpare | a6 vit kung · e6 svart kung · b4 svart löpare · b3 vit springare · g2 svart löpare | a6 vit kung · e6 svart kung · b4 svart löpare · b3 vit springare · g2 svart löpare | a6 vit kung · e6 svart kung · b4 svart löpare · b3 vit springare · g2 svart löpare | a6 vit kung · e6 svart kung · b4 svart löpare · b3 vit springare · g2 svart löpare | a6 vit kung · e6 svart kung · b4 svart löpare · b3 vit springare · g2 svart löpare | 1 |
|   | a                                                                                  | b                                                                                  | c                                                                                  | d                                                                                  | e                                                                                  | f                                                                                  | g                                                                                  | h                                                                                  |   |

Utan bönder är slutspelet med två lätta pjäser mot en normalt en enkel remi förutom för två löpare mot en springare. Även andra kombinationer kan vara vunna om kungen är fångad i ett hörn eller vid en kant.
Två löpare mot en springare är en teoretisk vinst för den starkare parten men det kan ta upp till 66 drag så i praktiskt spel kan det stupa på 50-dragsregeln.
Vinstvägen är att gradvis begränsa rörelsefriheten för motståndarens kung och springare och så småningom erövra springaren. Diagrammet visar ett exempel (enligt slutspelsdatabaserna är detta vinst i 23 drag).
Partiet fortsatte 77...Lf1+ 78.Kb6 Kd6 79.Sa5 Lc5+ 80.Kb7 Le2 81.Sb3 Le3 82.Sa5 Kc5 83.Kc7 Lf4+ uppgivet.
Det kan följa t.ex. 84.Kd7 Kb6 85.Sb3 Le3. och springaren är instängd och erövras snart.